# Wadköpingsspelen
Wadköpingsspelen är ett återkommande teaterevenemang, som på somrarna hålles i friluftsmuseet Wadköping i Örebro.
Det var författarinnan Margit Palmær-Waldén som tog initiativ till spelen i samband med att Wadköping byggdes. Hennes son Göran B. Waldén fick 1964 i uppdrag att organisera spelen. Under Wadköpings första sommar, 1965, i samband med Örebros 700-årsjubileum, uppfördes de första pjäserna. År 1966 beslutade man att bilda amatörteatersällskapet Wadköpings aktörer, som under en lång rad år stod för föreställningarna.
Den givna skådeplatsen under de första tre decennierna var Wadköpings torg, framför Kungsstugan och Borgarhuset.

## Pjäser framförda genom åren
- 1965 - En middag på Dylta av Nils-Peter Eckerbom, Kanalarbetarupproret av Hans Mörk och Kajsa Warg av Margit Palmær. Dessa var enaktare och gavs vid samma föreställning. Denna sommar gavs även Jag hörde fågel Näktergal, en helaftonsföreställning om Lars Wivallius.
- 1966 - Jag hörde fågel Näktergal
- 1967 - Nerkingarne av Carl Axel Anrep, regi: Björn Sundberg
- 1968 - Henrik och Pernilla av Ludvig Holberg, regi: Björn Sundberg
- 1969 - Två enaktare: Björnen av Anton Tjechov (regi: Peter Flack) och Ett frieri (regi: Siv Silfver)
- 1970 - Ett litet lavemang av Molière, regi: Per Zachrisson
- 1971 - Den jäktade av Ludvig Holberg, regi: Per Zachrisson
- 1972 - Herr Dardanells äventyr på landet av August Blanche, regi: Tom Lagerborg
- 1973 - Kärlek och guldfeber av Gideon Wahlberg, regi: Birgitta Götestam
- 1974 - Lurad men ändå glad av Plautus, regi: Ulf Tistam
- 1975 - Hans tredje hustru av J. Flodmark, regi: Peter Flack
- 1976 - Auktion av Nils Ferlin och Josef Briné, regi: Peter Flack
- 1977 - Inga Wadköpingsspel
- 1978 - Violen från Flen av Sigfrid Fischer, regi: Lars Bly
- 1979 - Inga Wadköpingsspel
- 1980 - Den jäktade av Ludvig Holberg, regi: Christina Hellman
- 1981 - Den jäktade av Ludvig Holberg, regi: Christina Hellman
- 1982 - Inga Wadköpingsspel
- 1983 - Markurells i Wadköping av Hjalmar Bergman, regi: Georg Malvius
- 1984 - Markurells i Wadköping av Hjalmar Bergman, regi: Georg Malvius
- 1985 - Markurells i Wadköping av Hjalmar Bergman, regi: Georg Malvius
- 1986 - Lärkans sång är icke lång av Göran B. Waldén som även regisserade
- 1987 - När den gyllene stiernan flammar av Göran B. Waldén som även regisserade
- 1988 - Scapinos skälmstycken eller Kärlekens tjänare av Molière, regi: Per Skjöldebrand

## Andra teaterföreställningar i Wadköping
- 2010 - Markurells i Wadköping av Hjalmar Bergman, regi: Alexander Öberg